# Корнето (Перуђа)
Корнето је насеље у Италији у округу Перуђа, региону Умбрија.
Према процени из 2011. у насељу је живело 265 становника. Насеље се налази на надморској висини од 272 м.